# Чернь морська
Чернь морська (Aythya marila) — водоплавний птах родини качкових, поширений в арктичних широтах Євразії та Північної Америки. В Україні мігруючий, зимуючий вид. Належить до мисливських птахів.

## Морфологічні ознаки

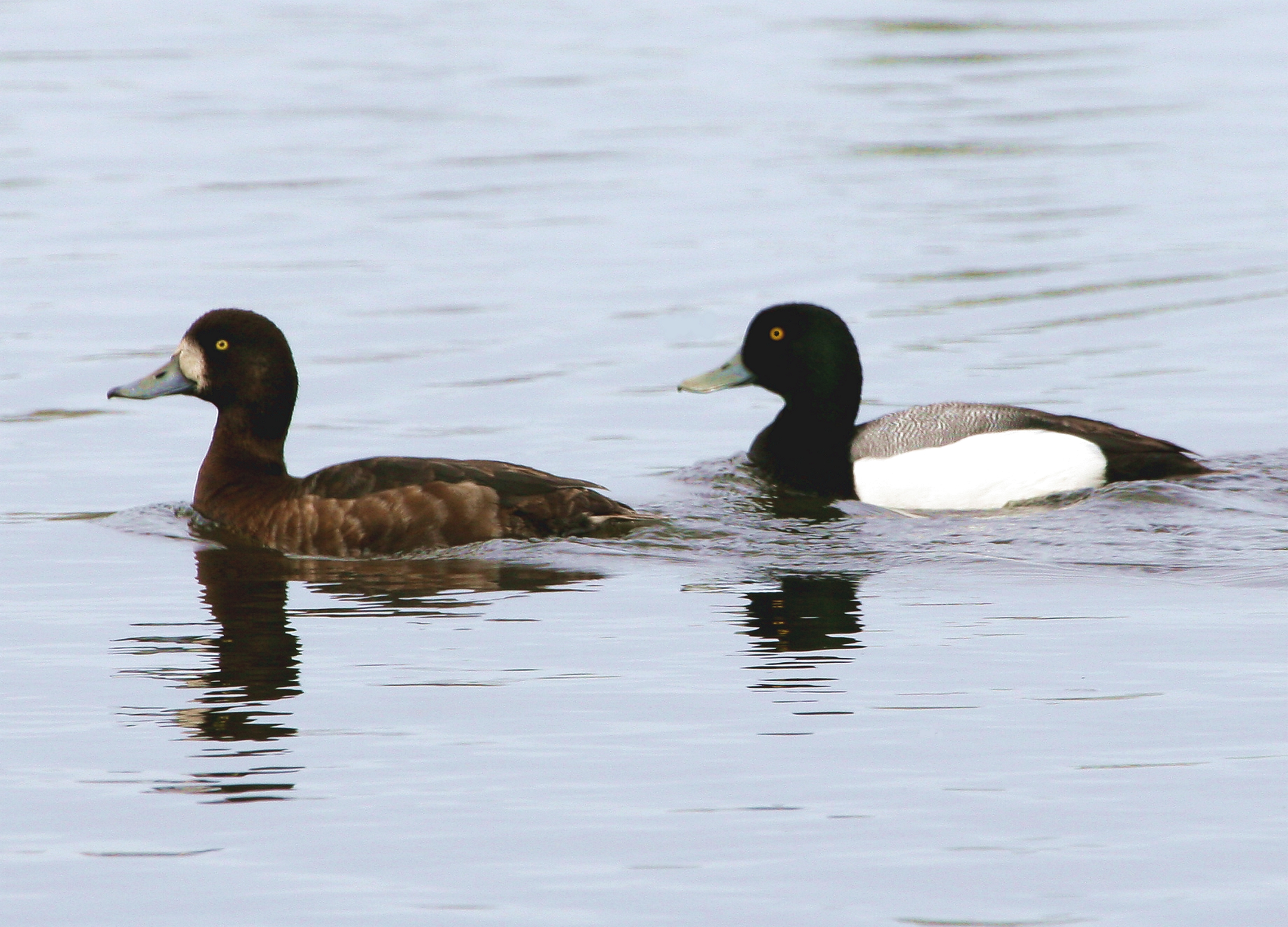
Пара морських черней

Качка середнього розміру — маса тіла 0,7—1,3 кг, довжина тіла 42—51 см, розмах крил 72—84 см. У дорослого самця в шлюбному вбранні голова, шия, воло, надхвістя і підхвістя чорні, на голові і волі металічний полиск; верх тулуба сірий, з дрібною темною поперечною смугастістю; верхні покривні пера другорядних махових сірі; боки тулуба, груди, черево, спід крил, а також «дзеркальце» білі; хвіст чорно-бурий; дзьоб і ноги темно-сірі; райдужна оболонка ока жовта. У дорослого самця в позашлюбному вбранні чорний колір замінений темно-бурим; верх і боки тулуба бурувато-сірі. Доросла самка, крім білих грудей і черева, темно-бура; лоб, вуздечку і підборіддя охоплює велика біла пляма. Молодий птах подібний до дорослої самки, біла пляма біля дзьоба менша.

## Поширення
Морська чернь гніздиться в арктичних широтах Євразії та Північної Америки. У Скандинавії піднімається приблизно до 70-ї паралелі, відсутня лише на самому півночі півострова. На російському півночі зустрічається на захід від Уралу до узбережжя Північного Льодовитого океану, на Ямалі до 70° пн. ш., на Таймирі до 74° пн. ш., на схід до гирла Колими та південного підніжжя Анадирського хребта до 71° пн. ш. На американському континенті гніздиться на Алясці до затоки Коцебу на схід до морського узбережжя. Південна межа гніздового ареалу охоплює лісотундру та північну межу тайги. За межами материків населяє Ісландію, Аландські, Командорські, Курильські, Алеутські острови, Сахалін, острови Еланд і Готланд.
Переважно перелітний птах, зимує на морських узбережжях помірних широт, у тому числі на Чорному, Азовському та Каспійському морях, біля південного Сахаліну. Невеликі осілі популяції відмічені біля південних берегів Аляски, на південному заході Ісландії.
В Україні пролітний на всій території; зимує вздовж морського узбережжя.

## Підвиди
Виділяють 2 підвиди морської черні:
- номінативний підвид A. m. marila Linnaeus 1761 поширений в північній Палеарктиці;
- підвид A. m. nearctica поширений в Північній Америці

## Чисельність
Чисельність в Європі оцінена в 180—190 тис. пар, вона є стабільною; зимує понад 120 тис. особин. В Україні чисельність зимуючих птахів оцінюється в 20—100 тис. пар.

## Місця існування
У сезон розмноження населяє чагарникову тундру, лісотундру та північну тайгу, де зустрічається на різноманітних проточних водоймах із зарослими берегами від невеликих мілководних боліт та річок до крупних озер.

## Розмноження

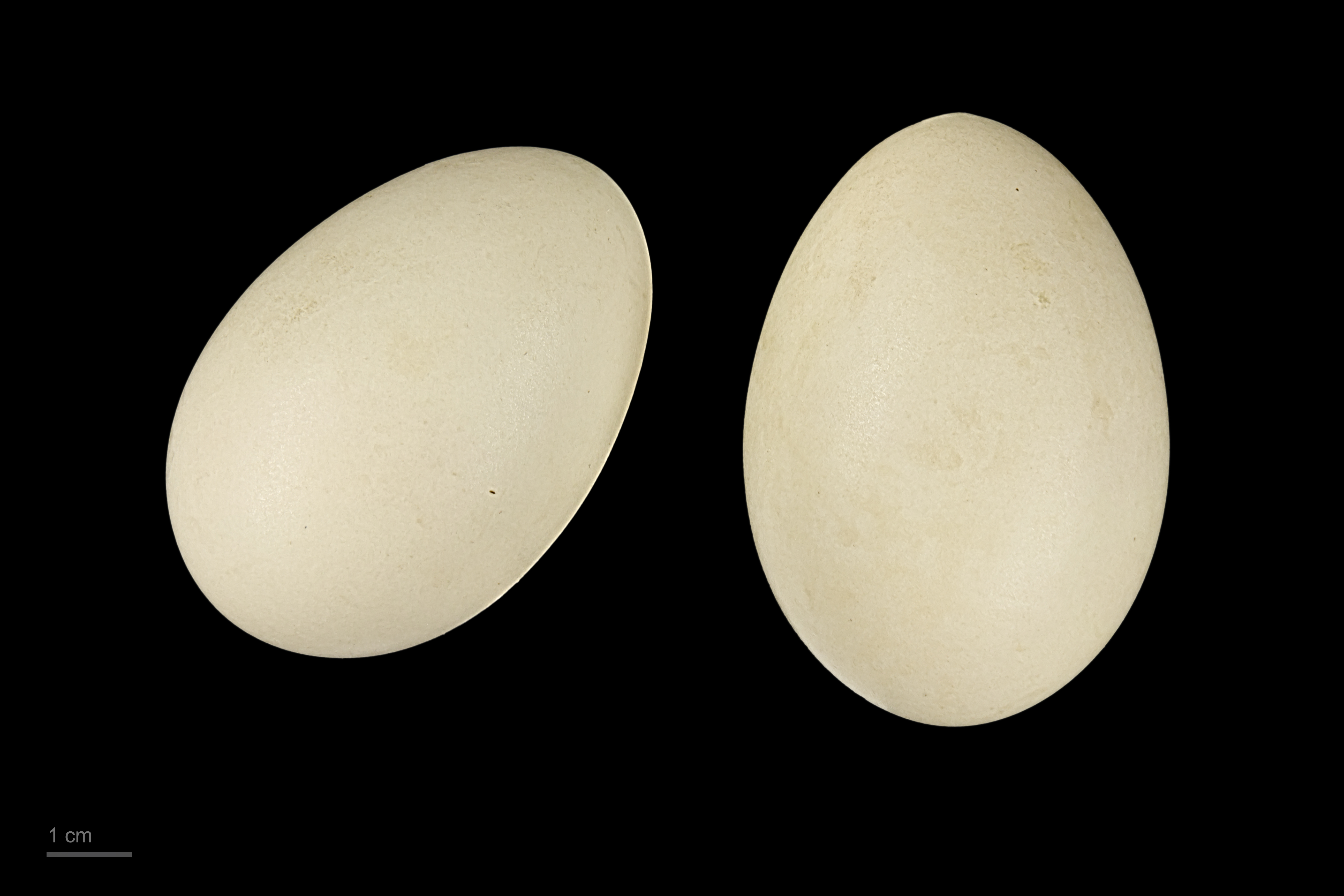
Яйця морської черні - Тулузький музей

Початок сезону розмноження припадає на кінець травня — початок червня, коли земля звільняється від снігу. Пари часто утворюються ще до прибуття на місця гніздування. Морські черні самостійних колоній не утворюють, але інколи гніздяться невеликими групами та неподалік від колоній мартинів і крячків.
Гніздо являє собою заглиблення в землі, вимощене торішньою травою та пухом, зазвичай розміщується в сухому місці серед купин недалеко від води, в заростях осоки тощо. Діаметр гнізда 25—30 см, висота до 17 см і вище. Кладка складається з 8—11 брудно-оливкових яєць, які відкладаються з інтервалом у добу. Насиджує кладку та водить потомство тільки самка. Період інкубації становить 26—28 діб, вкриті пухом пташенята з'являються синхронно протягом однієї доби. Здатність до польоту набувають через 35—42 дні після вилуплення.

## Живлення

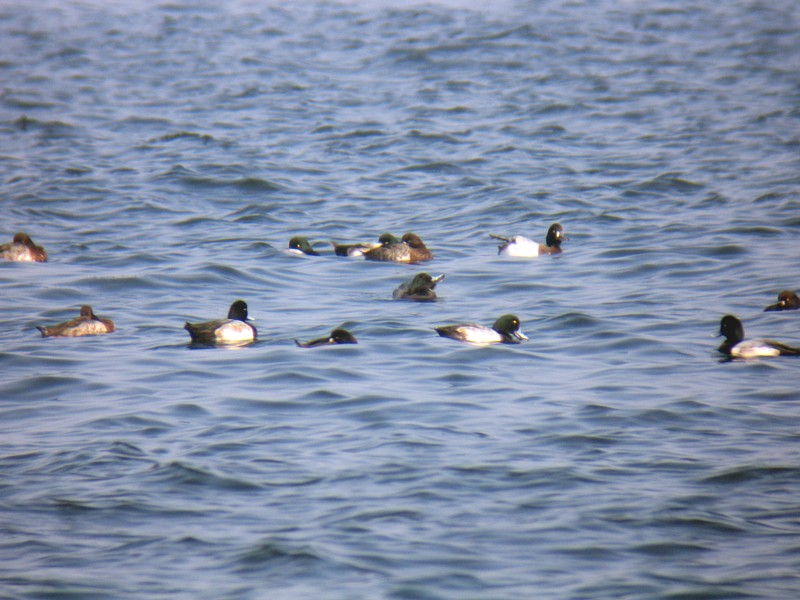
Зграя під час живлення

Раціон змішаний та приблизно в рівних долях складається з рослинних та тваринних кормів. Важливу роль, особливо в зимовий період, складають молюски — мідії, макоми (Macoma), серцевидки (Cardium), гідробії (Hydrobia), затворки (Valvata), перлівниці (Unio), беззубки (Anodonta) та ін. Крім того, живиться рачками, личинками водних комах, дрібною рибою, кільчастими червами, а також вегетативними частинами (кореневищами, листям та насінням) водних рослин.